# Rorippa insularis
Rorippa insularis là một loài thực vật có hoa trong họ Cải. Loài này được Jonsell miêu tả khoa học đầu tiên năm 1974.